# 黑河—布拉戈维申斯克界河公路大桥

黑河－布拉戈维申斯克界河公路大桥，攝於2019年

周边路网（2022年）

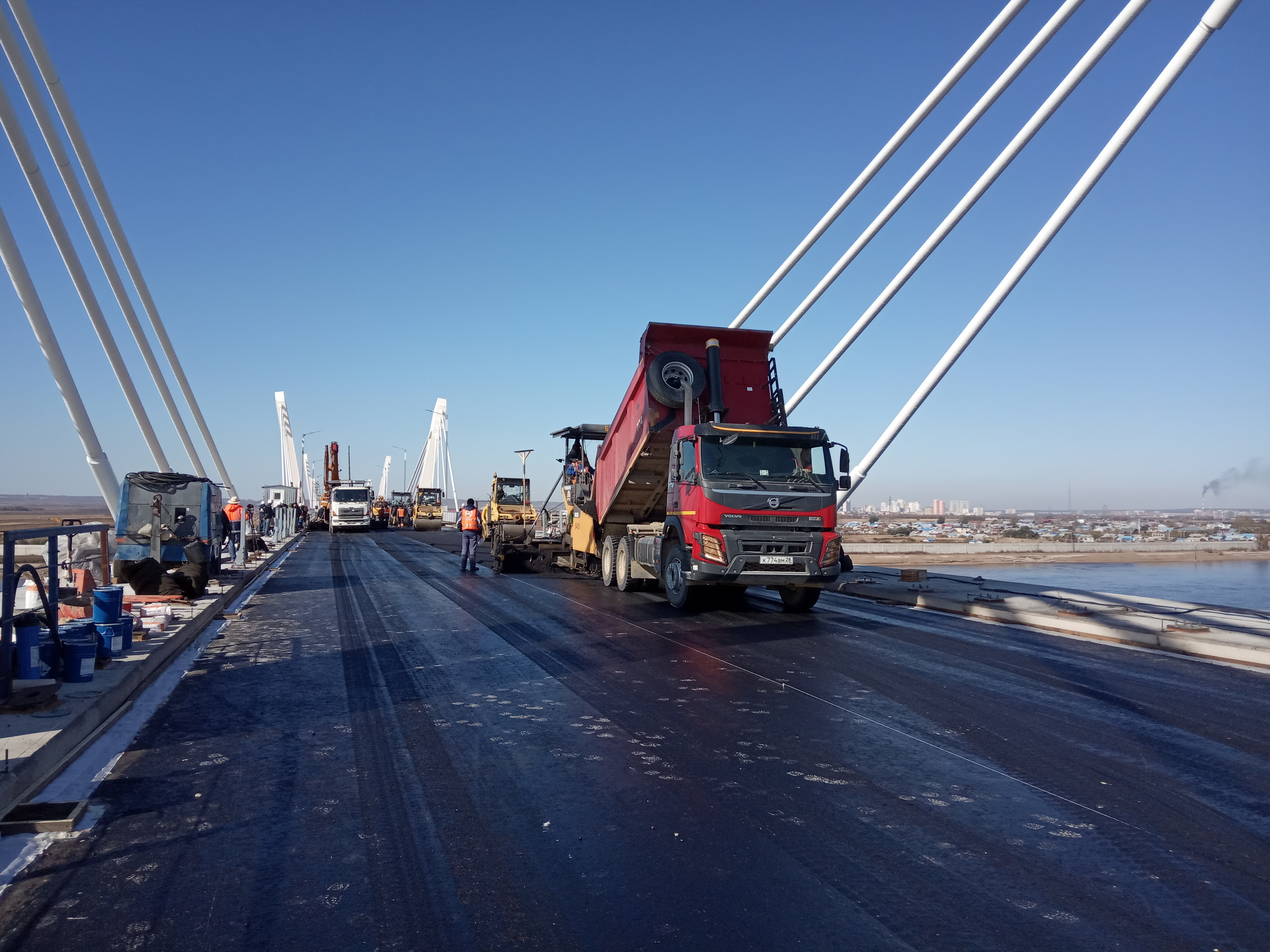
施工中的大桥

黑河－布拉戈维申斯克界河公路大桥（羅馬化：Most Blagoveshchensk - Kheykhe），又称黑河－海兰泡黑龙江公路大桥、黑龙江大桥，是一座地处中俄边界，横跨黑龙江（俄方称阿穆尔河）的公路桥。大桥起点位于黑龙江省黑河市爱辉区长发屯，终点位于俄罗斯阿穆尔州布拉戈维申斯克（海兰泡）卡尼库尔干村。這是中俄之間首座跨國公路橋梁。

## 历史
中苏两国早在1988年开始磋商跨境大桥建设问题，当时为中方规划，对口苏联。俄罗斯独立后，1995年中方与俄方再签订协议修建黑河－海兰泡黑龙江公路大桥，但因多个因素迟迟未动工。
2013年起年俄方与黑龙江省政府加快推动项目，并签署了意向书，正式发包，定名黑河－布拉戈维申斯克界河公路大桥，概算总投资24.7亿元人民币，于2016年12月18日实际开始兴建，工期约3年。
2019年5月31日大桥完成合龙，2019年11月29日中俄宣布大桥竣工。

## 开通
大桥总长为19.9公里，中方境内6.5公里，俄方境内13.4公里；其中主桥长1,283米、宽14.5米，主航道跨径147米。大桥设计由中、俄双方合作完成，设计通行量为每天630辆货车、164辆大巴车、68辆乘用车、5,500人次旅客。
大桥完工后，通车时间原定于2020年11月，但因COVID-19疫情被推迟。2021年5月3日，俄罗斯阿穆尔州州长瓦西里·奥尔洛夫表示，布拉戈维申斯克—黑河界河公路大桥的收费系统测试完成，大桥已完全准备好通车，但通车日期要取决于疫情形势，将由俄中共同宣布。一年多后，2022年6月10日，该桥举行开通仪式。

## 参看
- 黑河-布拉戈维申斯克跨黑龙江索道
- 同江铁路大桥